# Андреянченко, Иван Сергеевич
Иван Сергеевич Андреянченко (1926—1995) — железнодорожник, Герой Социалистического Труда (1959).

## Биография
Иван Андреянченко родился 9 октября 1926 года в Батайске. После окончания средней школы работал трактористом в машинно-тракторной станции, затем окончил автошколу и работал на Ростовском автосборочном заводе. В январе 1944 года Андреянченко был призван на службу в Рабоче-крестьянскую Красную Армию. Участвовал в боях Великой Отечественной войны. В 1946 году Андреянченко был демобилизован, после чего вернулся в Батайск.
С 1947 года работал на железной дороге. В 1948 году Андреянченко окончил Ростовский железнодорожный техникум, после чего был главным кондуктором, дежурным по горке. По его инициативе проводились соревнования на выполнение наибольшего числа операций на горке за дежурство. Также Андреянченко был одним из первых железнодорожников, принявших участие в соревнование за экономию государственных средств при формировании поездов.
Указом Президиума Верховного Совета СССР от 1 августа 1959 года за «выдающиеся успехи, достигнутые в развитии железнодорожного транспорта» Иван Андреянченко был удостоен высокого звания Героя Социалистического Труда с вручением ордена Ленина и медали «Серп и Молот».
Прошёл путь до старшего помощника начальника станции «Батайск». Активно занимался общественной деятельностью, избирался депутатом горсовета, горкома и обкома КПСС. Выйдя на пенсию, возглавлял станционный совет ветеранов. Умер 30 июля 1995 года.
Почётный гражданин Батайска, Почётный железнодорожник. Был также награждён орденами Славы 2-й и 3-й степеней, Отечественной войны 1-й степени, рядом медалей.

## Память
Бюст Андреянченко установлен в Батайске.